# Kruberg
Kruberg ist ein Dorf mit rund 100 Einwohnern im Westen der Gemeinde Kirchhundem im Kreis Olpe (Nordrhein-Westfalen).

## Geografie
Das Dorf Kruberg gehört zum Süderbergland des Rheinischen Schiefergebirges, das auch als Südsauerland oder Olper Land bezeichnet wird. Darin gehört es zum so genannten Bilsteiner Bergland.
Im Süden von Kruberg liegt der Drewer Wald mit den 483,2 m und 470,4 m hohen Langenbachs Köpfen, im Westsüdwesten der 589,2 m hohe Engelsberg, im Norden der 560,1 m hohe Vogelsang und der 563,2 m hohe Stemberg. Nach Osten öffnet sich das Tal des Rahrbachs, der ab Welschen Ennest „Olpe“ heißt und in Kirchhundem in die Hundem mündet. Das Dorf liegt im Grenzbereich der Gemeinde Kirchhundem zur Stadt Kreuztal im Kreis Siegen-Wittgenstein im Süden und zur Stadt Olpe im Westen und Norden. 
Kruberg liegt am westlichen Rand des Naturparks Rothaargebirge. Nordwestlich des Dorfes liegt das Naturschutzgebiet „Kihlenberg“, im Norden das Naturschutzgebiet „Rahrbruch“. 
Historisch betrachtet bestand der Ort aus zwei Weilern, nämlich Kruberg und Dutzwinkel, die mittlerweile zu einem Dorf zusammengewachsen sind. In der Karte der Heidschotter Jagd von 1743 sind beide Weiler noch als eigenständige Wohnplätze dargestellt.
Nachbarorte von Kruberg sind Rahrbach im Osten, Burgholdinghausen im Südosten, Littfeld und Krombach im Süden, Altenkleusheim im Südwesten, Neuenkleusheim im Westsüdwesten, Stachelau im Westen, Rehringhausen im Westnordwesten, Fahlenscheid im Nordnordwesten und Oberveischede im Norden.

## Geschichte
Die urkundliche Ersterwähnung von Kruberg stammt von 1340, als Adolf von Holdinghausen dem Kölner Erzbischof Walram gegen ein Geldlehen von 4 Mark das „castrum meum Crutpracht“ (= meine Burg Kruberg) als Offenhaus anbietet. Damit bekundete er, dem Erzbischof auch in Privatfehden zu folgen und sein Haus in Kruberg für ihn offen zu halten. Erzbischof Friedrich von Saarwerden belehnte Ritter Adolf von Holdinghausen 1371 unter anderem mit einem Wohnsitz in Kruberg. Günther Becker hält die Burg für ein steinernes Haus, das sich zur Verteidigung eignete. Auf den heute nicht mehr bekannten Standort der nicht mehr vorhandenen Anlage könnte eventuell der Flurname „Auf der Burg“ westlich der Kruberger Kapelle hinweisen. Mit Goddert von Kobbenrode lässt sich für die Mitte des 15. Jahrhunderts ein Adeliger nachweisen, der in Kruberg sesshaft war und wahrscheinlich die Burg derer von Holdinghausen bewohnte. Aus Quellen der Zeit nach 1500 ist zu erkennen, dass die Herren von Holdinghausen ihre in Kruberg vom Kölner Erzbischof erhaltenen Lehngüter an Bauern als sogenannte Afterlehen weiterverlehnten.
Nach einer neueren Untersuchung der Ortsnamen des Kreises Olpe existieren neben der erwähnten Ersterwähnung „castrum […] Crutpracht“ aus dem Jahr 1340 mehrere weitere Ortsbezeichnungen, beispielhaft seien erwähnt: Herman van Krubeke (1348), Hove zu Krutbert (1465), Krutrop (1543 in einem Schatzungsregister), Krudorp (1628) und Kruberg (1841 in einer Ortschafts-Tabelle). Eine Deutung des Ortsnamens stößt auf Schwierigkeiten, weil u. a. das ursprüngliche Grundwort („bracht“ oder „beke“) nicht bestimmt werden kann und die Bedeutung von „bracht“ bis heute unklar ist. Setzt man das vorangestellte Wortelement „kru“ bzw. „krut“ mit dem mittelniederdeutschen „krut“ für Kraut, Pflanze bzw. grünes Gewächs gleich, so kann nach Flöer die Ortsbezeichnung „Kruberg“ möglicherweise einen Bach oder eine mit „bracht“ bezeichnete Stelle beschreiben, die durch einen Pflanzenbewuchs geprägt ist.
Frühe Anhaltspunkte über die Größe des Ortes ergeben sich aus einem Schatzungsregister (diente der Erhebung von Steuern) für das Jahr 1543. Demnach gab es in „Krutrop“ 15 Schatzungspflichtige (die höchsten Abgaben entfielen auf Hundemans Hans, Bernhardt im Dutzwinkel und Mertins Johann und sein Sohn); diese Zahl könnte mit den damals vorhandenen Höfen bzw. Häusern übereingestimmt haben. 
Seit 1843/44 gehörte Kruberg zur Gemeinde Rahrbach im Amt Bilstein. Mit der kommunalen Neugliederung im Kreis Olpe kam das Dorf am 1. Juli 1969 zur heutigen Gemeinde Kirchhundem. 

### Religionen
Seit Mitte des 13. Jahrhunderts gehört Kruberg zur katholischen Pfarrei St. Dionysius Rahrbach. Die Pfarrei ist heute Bestandteil des Pastoralen Raumes Kirchhundem. Durch die jahrhundertelange Zugehörigkeit zum kurkölnischen Herzogtum Westfalen ist die Bevölkerungsstruktur des Dorfes noch heute überwiegend katholisch geprägt. Zum 31. Dezember 2014 waren von den 117 Einwohnern 83 römisch-katholisch, 13 evangelisch und zu 21 lagen keine Angaben zur Religionszugehörigkeit vor.

### Einwohnerentwicklung
| Jahr | Einwohnerzahl |
| ---- | ------------- |
| 1969 | 143           |
| 1974 | 130           |
| 1978 | 105           |
| 1985 | 113           |
| 1990 | 116           |
| 2014 | 116           |
| 2020 | 108           |

## Bauwerke
Die 1722 gebaute katholische Kapelle St. Antonius in Kruberg ist eingetragenes Baudenkmal in der Denkmalliste der Gemeinde Kirchhundem.
Der so genannte „Graefenstein“ an der Grenze zur Stadt Olpe neben der L 711 erinnert an den Bilsteiner Amtmann bzw. Bürgermeister Karl Graefenstein, der sich als Verbandsvorsteher des Wegeverbandes Rahrbach-Kleusheim für die Erneuerung und den straßenmäßigen Ausbau dieser uralten Wegeverbindung durch Notstandsarbeiten eingesetzt hatte.

## Verkehr
Durch das Dorf führt die L 711, die bei Welschen Ennest von der B 517 abzweigt und bei Stachelau (Stadt Olpe) in die B 54 mündet. Westlich des Dorfes zweigt die K 18 nach Norden ab und führt weiter zur B 55.

## Bildung
Die Kinder von Kruberg besuchen den katholischen Kindergarten St. Johannes in Welschen Ennest und die Grundschule in Welschen Ennest. Weiterführende Schulen können in Kirchhundem, Lennestadt und Olpe besucht werden.

## Persönlichkeiten
- Caspar Berens, katholischer Priester und Dichter des Kolpingliedes